# Oscar Rabin
Oscar Rabinowitz (Riga, 16 april 1899 – Putney (Londen), 20 juni 1958) was een Britse jazzmuzikant (viool, saxofoon) en orkestleider.

## Biografie
Rabin, die op de leeftijd van vier weken met zijn gezin naar Groot-Brittannië emigreerde, studeerde viool aan de Guildhall School of Music and Drama, voordat hij in 1925 een dansorkest leidde in het Palace Hotel. Hij werkte samen met Harry Davis, die de frontman en dirigent van zijn bands werd en 25 jaar in die positie bleef. Met de Romany Band speelde hij van 1926 tot 1928 in het Wimbledon Palais, daarna in andere Londense hotels, van 1935 tot 1940 in het Hammersmith Palais en vervolgens in de Lyceum Ball Room in Londen. In 1945 maakte hij met zijn bigband een troepentournee door Europa. Het repertoire van de band bestond voornamelijk uit commerciële dansmuziek. Met Move (van Denzil Best) speelden ze elke avond een jazznummer.
De band bestond uit 15 instrumentalisten. Harry Gold, Laurie Gold, Ken Mackintosh, Cecil Pressling, Arthur Greenslade, Bobby Benstead, Ken Wray, Eric Jupp en Kenny Clare behoorden lange tijd naast Rabin tot de formatie, kortstondig ook Don Rendell, Ron Simmonds, Pete King, Derek Humble, Danny Moss, Ian Hamer of Jimmy Deuchar. De band had altijd twee of drie vocalisten zoals Alan Dean, Bob Dale, Annabelle Lee, Cyril Shane, Marion Williams, Beryl Davis, Terry Devon, Dennis Hale, Marjorie Daw (die met de drummer Kenny Clare trouwde), Bernard Manning, Marion Davis, Mel Gaynor, Pattie Forbes en Johnny Worth. In 1950 werd Don Smith de dirigent van de Oscar Rabin Band. Hij werd in 1951 opgevolgd door David Ede (1926-1965), die de band zelfs na de dood van Rabin leidde.

## Overlijden
Oscar Rabin overleed in juni 1958 op 59-jarige leeftijd.